# Hebert Conceição
Hebert Wilian Carvalho da Conceição Sousa (Salvador, 28 de fevereiro de 1998) é um boxeador brasileiro, campeão olímpico.  

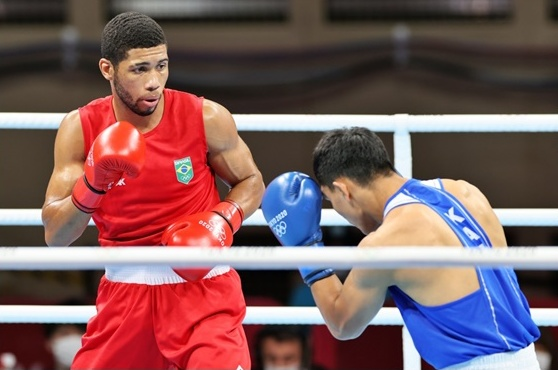
Hebert Conceição enfrentando o lutador Abilkhan Amankul, do Cazaquistão, pelas quartas de final das Olimpíadas 2020.

Treinado por Luiz Dórea, um dos mais renomados formadores de pugilistas no Brasil, Hebert estreou internacionalmente no Campeonato Mundial de Boxe Amador em 2019 em Ecaterimburgo, onde já se destacou com a conquista da medalha de bronze de sua categoria: peso médio. Ele também foi classificado para os Jogos Olímpicos de Verão de 2020 em Tóquio.
Foi medalhista de ouro nas Olímpiadas de Tóquio 2020, na categoria até 75 kg, nocauteando o ucraniano Oleksandr Khyzhniak (que não perdia há 62 lutas) no terceiro round, após ter perdido os dois primeiros rounds por unanimidade.